# Tezauráció
A tezauráció (más szóval: [érték]felhalmozás, kincsképzés) javak olyan felhalmozását jelenti, melynek célja nem a haszonszerzés, hanem a megőrzés. Eredetileg a pénzérmék felhalmozása, a takarékoskodás kezdetleges formája. Leggyakrabban pénz, nemesfém vagy műkincs formájában történhet.
Amennyiben a pénzérmékben foglalt fém értéke meghaladja annak forgalmi értékét, törvényszerűen  tezaurálás következik be, a gazdasági szereplők kivonják az érméket a forgalomból. 

## Forrás
- ↑ Közgazdasági kislex: Földes István (főszerk): Közgazdasági kislexikon. Budapest: Kossuth. 1968.